# Wismar

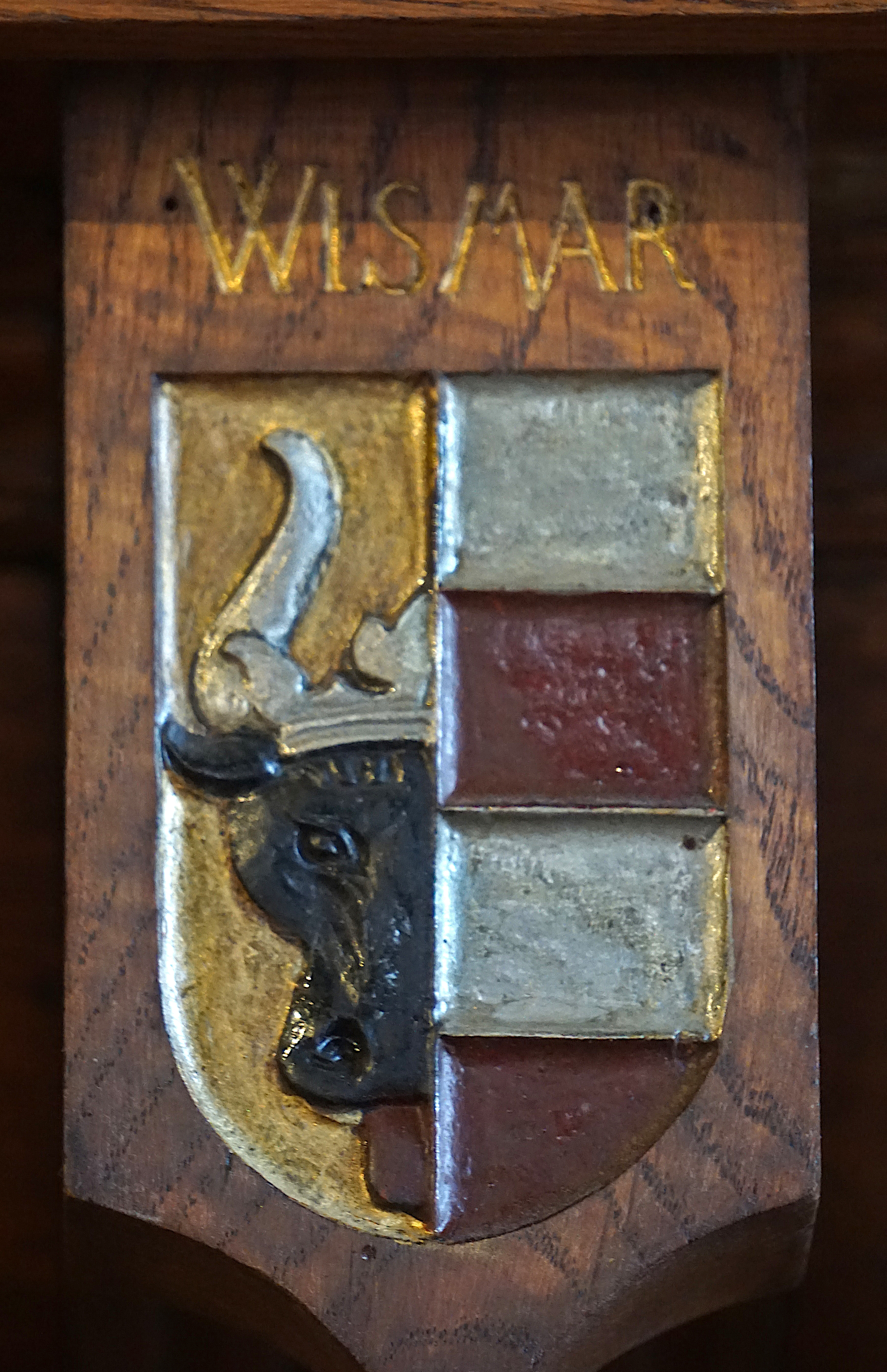
Herb Wismaru w sali plenarnej staromiejskiego ratusza w Gdańsku

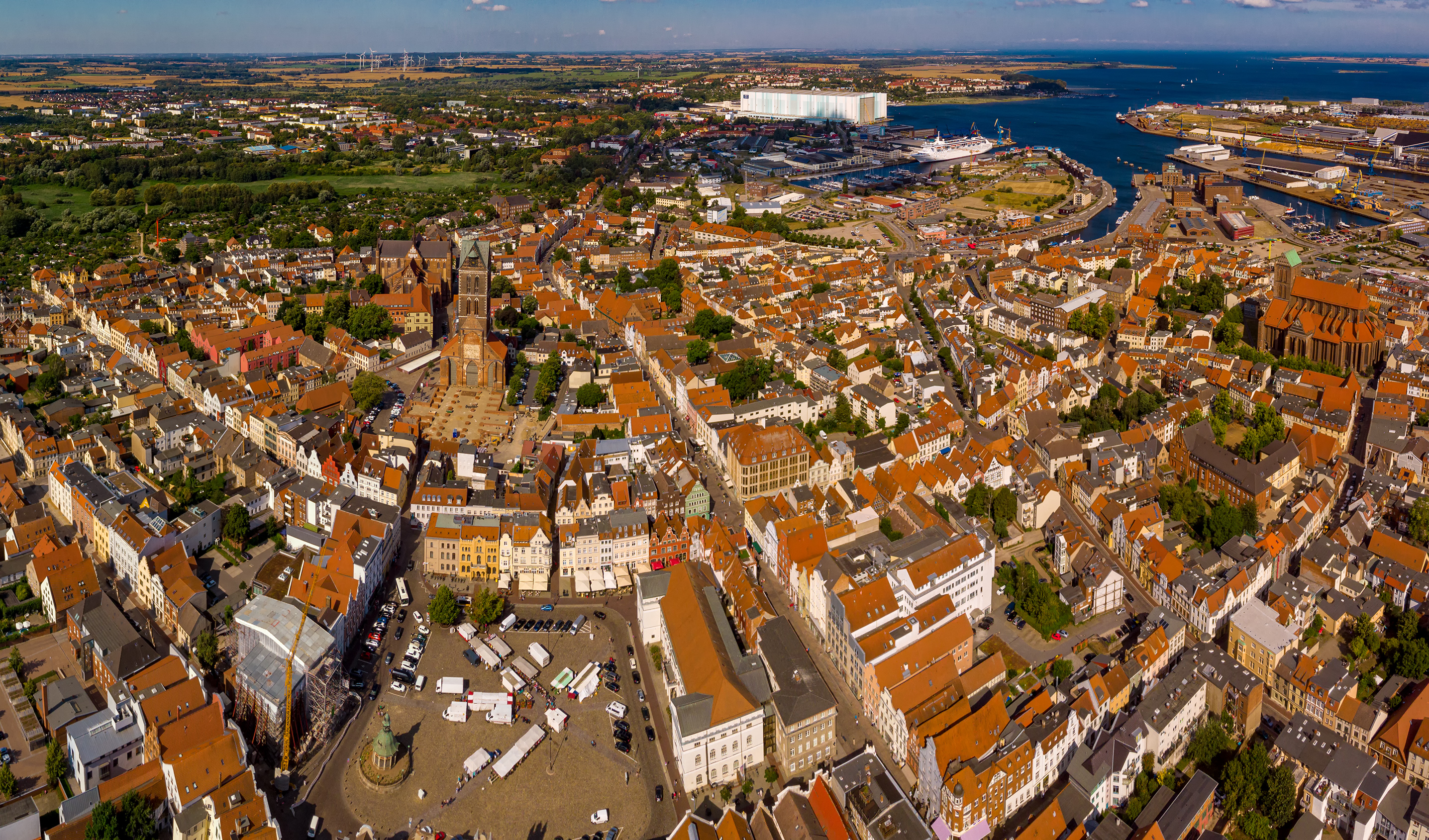
Centrum Wismaru

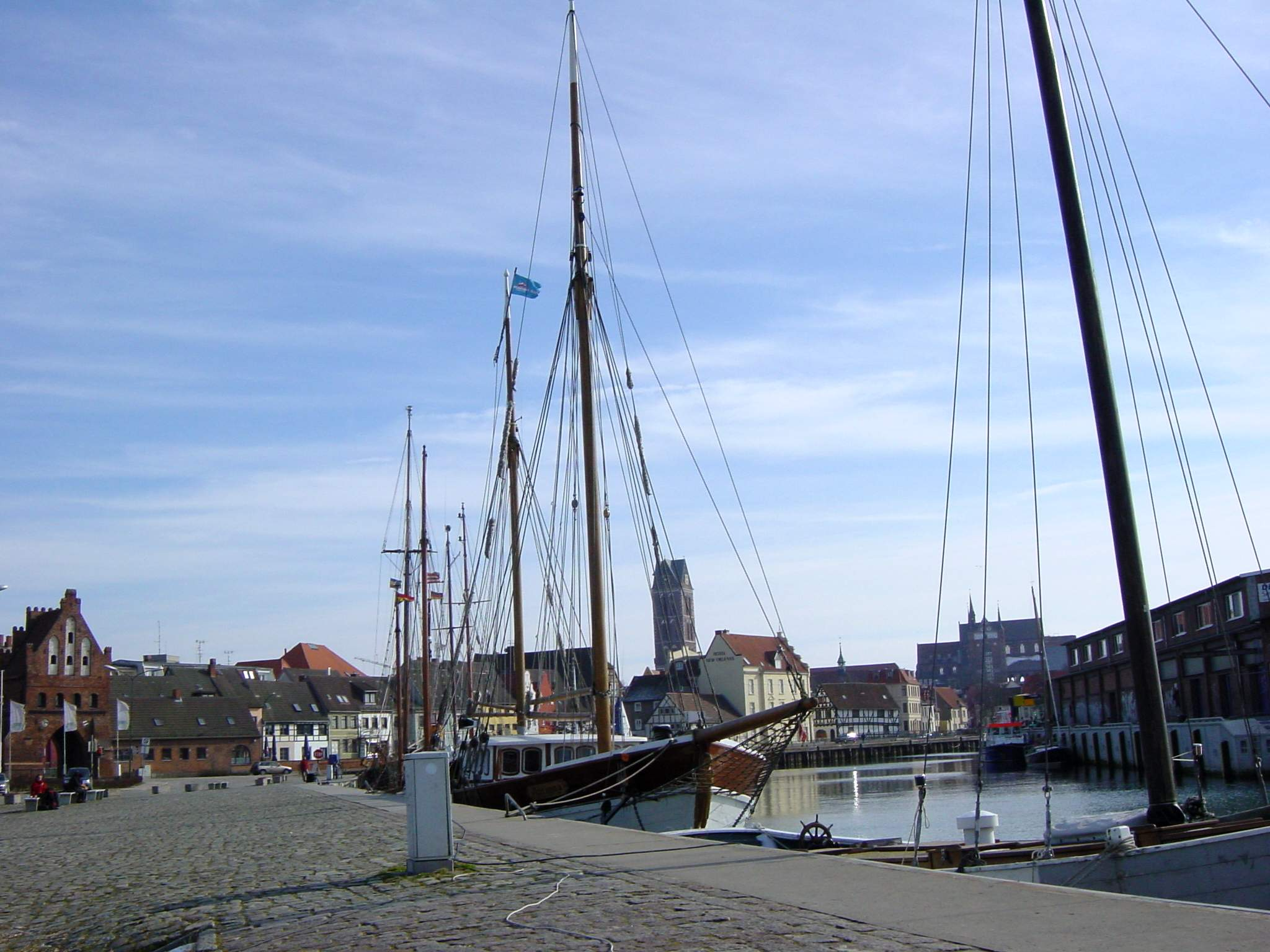
Stary Port

Wismar – miasto w Niemczech, w kraju związkowym Meklemburgia-Pomorze Przednie, siedziba powiatu Nordwestmecklenburg; port nad Morzem Bałtyckim. Liczba mieszkańców: 44 tys. (2008).
Stare miasto Wismaru jest wpisane na listę światowego dziedzictwa UNESCO.

## Toponimia
Nazwa miasta, zapisana w najstarszych przekazach w formie Wissemer (1171, 1211), Wyssemaria (1229), in Wismaria (1251), ma pochodzenie połabskie. Utworzona została od imienia Wyszemir w formie dzierżawczej, a więc oznacza tyle co „[gród] Wyszemira”. W języku polskim rekonstruowana jest w formie Wyszomierz.

## Historia
Pierwotnie osada słowiańska. Prawa miejskie (lubeckie) Wismar otrzymał około 1229 roku. W latach 1257–1358 był rezydencją książąt meklemburskich. Od 1259 roku związany paktem z Lubeką i Rostockiem (późniejszą Hanzą). Od roku 1301 pod władzą Meklemburgii.
Podczas wojny trzydziestoletniej w latach 1628–1632 siedziba „floty wismarskiej” habsburskiej Ligi Katolickiej, której podstawą była stacjonująca tu od 8 lutego 1629 polska flota wojenna króla Zygmunta III Wazy. 22 stycznia 1632 miasto skapitulowało a cała „flota wismarska”, w tym flota polska, przejęta została przez Szwedów.
Od roku 1648 miasto pod panowaniem szwedzkim. Warunkowo zwrócone Meklemburgii w roku 1803 w zamian za 1 258 000 dalerów. Szwecja ostatecznie zrzekła się praw w roku 1903.

## Gospodarka
W mieście rozwinął się przemysł stoczniowy, spożywczy, metalowy, maszynowy oraz drzewny.

## Współpraca międzynarodowa
Wismar posiada umowy partnerskie z:
- Dania: Aalborg od 1963 r.
- Francja: Calais od 1971 r. (w roku 1966 natomiast podpisano umowę o przyjaźni)
- Szwecja: Kalmar od 2002 r.
- Finlandia: Kemi od 1959 r.
- Szlezwik-Holsztyn: Lubeka od 1987 r.

Ponadto od roku 1991 Wismar utrzymuje kontakty partnerskie z miastem Halden w Norwegii.
W Wismarze urodził się Gottlob Frege – niemiecki matematyk, logik i filozof.